# Escut de Sant Feliu de Llobregat
L'escut oficial de Sant Feliu de Llobregat té el següent blasonament:
Escut caironat: de gules, una graella de sable i una palma d'or passades en sautor la graella en banda per damunt de la palma en barra. Per timbre una corona mural de ciutat.

## Història
Va ser aprovat el 9 de novembre de 1999 i publicat al DOGC l'1 de desembre del mateix any amb el número 3027.
L'escut tradicional mostra una palma i una graella, els atributs del màrtir sant Llorenç, patró de la ciutat des de 1524, quan es va crear la parròquia de Sant Llorenç que va reemplaçar l'antiga capella de Sant Feliu, que es remuntava al segle xi.